# William Stanley, IX conte di Derby
William Richard George Stanley, nono conte di Derby (1655 – 5 novembre 1702), è stato un nobile inglese.

## Biografia
William Stanley era il figlio primogenito di Charles Stanley, VIII conte di Derby e di sua moglie, Dorothea Helena Kirkhoven.
Alla morte del padre nel 1672, succedette ai titoli di questo e prestò servizio come Lord Luogotenente del Lancashire dal 1676 al 1687 e nuovamente dal 1688 al 1701, nonché come Lord Luogotenente del Cheshire dal 1676 al 1687.
Lord Derby sposò lady Elizabeth Butler, figlia di Thomas Butler, conte di Ossory, nel 1673. L'unico figlio avuto dalla coppia, James Stanley, lord Strange, premorì al padre e pertanto alla morte di William nel novembre del 1702, il suo titolo secondario di barone Strange passò alla sua figlia primogenita Henrietta. Nella contea egli venne succeduto da suo fratello minore, James Stanley, X conte di Derby. Lady Elizabeth Butler morì nel 1717.

## Ascendenza
|                                         |                                       |                                       | Genitori                             |  |  | Nonni |  |  | Bisnonni                              |  |  | Trisnonni                            |  |
|                                         |                                       |                                       |                                      |  |  |       |  |  | 8. William Stanley, VI conte di Derby |  |  | 16. Henry Stanley, IV conte di Derby |  |
|                                         |                                       |                                       |                                      |  |  |       |  |  | 8. William Stanley, VI conte di Derby |  |  | 16. Henry Stanley, IV conte di Derby |  |
|                                         |                                       | 17. Margaret Clifford                 |                                      |  |  |       |  |  | 8. William Stanley, VI conte di Derby |  |  |                                      |  |
| 4. James Stanley, VII conte di Derby    |                                       |                                       |                                      |  |  |       |  |  | 8. William Stanley, VI conte di Derby |  |  |                                      |  |
|                                         |                                       | 9. Elizabeth de Vere                  | 18. Edward de Vere                   |  |  |       |  |  |                                       |  |  |                                      |  |
|                                         |                                       | 9. Elizabeth de Vere                  | 18. Edward de Vere                   |  |  |       |  |  |                                       |  |  |                                      |  |
|                                         |                                       | 9. Elizabeth de Vere                  | 19. Anne Cecil                       |  |  |       |  |  |                                       |  |  |                                      |  |
| 2. Charles Stanley, VIII conte di Derby |                                       | 9. Elizabeth de Vere                  |                                      |  |  |       |  |  |                                       |  |  |                                      |  |
|                                         |                                       | 10. Claude de La Trémoille            | 20. Louis III de La Trémoille        |  |  |       |  |  |                                       |  |  |                                      |  |
|                                         |                                       | 10. Claude de La Trémoille            | 20. Louis III de La Trémoille        |  |  |       |  |  |                                       |  |  |                                      |  |
|                                         |                                       | 10. Claude de La Trémoille            | 21. Jeanne de Montmorency            |  |  |       |  |  |                                       |  |  |                                      |  |
| 5. Charlotte de La Trémoille            |                                       | 10. Claude de La Trémoille            |                                      |  |  |       |  |  |                                       |  |  |                                      |  |
|                                         |                                       | 11. Charlotte Brabantina van Nassau   | 22. Willem I van Oranje              |  |  |       |  |  |                                       |  |  |                                      |  |
|                                         |                                       | 11. Charlotte Brabantina van Nassau   | 22. Willem I van Oranje              |  |  |       |  |  |                                       |  |  |                                      |  |
|                                         |                                       | 11. Charlotte Brabantina van Nassau   | 23. Charlotte de Bourbon-Montpensier |  |  |       |  |  |                                       |  |  |                                      |  |
| 1. William Stanley, IX conte di Derby   |                                       | 11. Charlotte Brabantina van Nassau   |                                      |  |  |       |  |  |                                       |  |  |                                      |  |
|                                         | 12. Johan Polyander van den Kerckhove | 24. Johan Polyander van den Kerckhove |                                      |  |  |       |  |  |                                       |  |  |                                      |  |
|                                         | 12. Johan Polyander van den Kerckhove | 24. Johan Polyander van den Kerckhove |                                      |  |  |       |  |  |                                       |  |  |                                      |  |
|                                         | 12. Johan Polyander van den Kerckhove | 25. Christina van Houten              |                                      |  |  |       |  |  |                                       |  |  |                                      |  |
| 6. Johan Polyander van den Kerckhove    | 12. Johan Polyander van den Kerckhove |                                       |                                      |  |  |       |  |  |                                       |  |  |                                      |  |
|                                         |                                       | 13. Judith Nuyts                      | …                                    |  |  |       |  |  |                                       |  |  |                                      |  |
|                                         |                                       | 13. Judith Nuyts                      | …                                    |  |  |       |  |  |                                       |  |  |                                      |  |
|                                         |                                       | 13. Judith Nuyts                      | …                                    |  |  |       |  |  |                                       |  |  |                                      |  |
| 3. Dorothea Helena van den Kerckhove    |                                       | 13. Judith Nuyts                      |                                      |  |  |       |  |  |                                       |  |  |                                      |  |
|                                         |                                       | 14. Thomas Wotton, II baronetto       | 28. Edward Wotton, I baronetto       |  |  |       |  |  |                                       |  |  |                                      |  |
|                                         |                                       | 14. Thomas Wotton, II baronetto       | 28. Edward Wotton, I baronetto       |  |  |       |  |  |                                       |  |  |                                      |  |
|                                         |                                       | 14. Thomas Wotton, II baronetto       | 29. Hester Puckering                 |  |  |       |  |  |                                       |  |  |                                      |  |
| 7. Katherine Wotton                     |                                       | 14. Thomas Wotton, II baronetto       |                                      |  |  |       |  |  |                                       |  |  |                                      |  |
|                                         |                                       | 15. Mary Throckmorton                 | 30. Arthur Throckmorton              |  |  |       |  |  |                                       |  |  |                                      |  |
|                                         |                                       | 15. Mary Throckmorton                 | 30. Arthur Throckmorton              |  |  |       |  |  |                                       |  |  |                                      |  |
|                                         |                                       | 15. Mary Throckmorton                 | 31. Anne Lucas                       |  |  |       |  |  |                                       |  |  |                                      |  |
|                                         |                                       | 15. Mary Throckmorton                 |                                      |  |  |       |  |  |                                       |  |  |                                      |  |